# 8862 Takayukiota
A 8862 Takayukiota (ideiglenes jelöléssel 1991 UZ) a Naprendszer kisbolygóövében található aszteroida. S. Otomo fedezte fel 1991. október 18-án.